# Isak Utter
Isak Utter, född 1 februari 1743 i Orivesi, död 20 juni 1812 i Stockholm, var en svensk präst och bokhandlare.
Isak Utter var son till kaplanen Johan Utter och Margareta Enckell. Han blev student 1760, filosofie magister 1766 och utnämndes 1767 till sockenadjunkt i Orivesi. En religiös väckelserörelse hade vid den tiden börjat spridas i Orivesi, och även Utter påverkades av den. En februaridag 1776 hade han en stark religiös upplevelse, och för denna redogjorde han sedan från predikstolen, någon som dock ledde till en konflikt med församlingens kyrkoherde och en följande process, vari bland annat Utter beskylldes för en oriktig uppfattning av nådens ordning samt för att ha hållit förbjudna religiösa sammankomster. Under processen tycks Utter en tid ha varit sinnesförvirrad. Då dom i målet slutligen 1778 avkunnades, avsattes Utter från prästämbetet. Han flyttade till Stockholm, där han, sedan han bland annat en tid försörjde sig som lärare och bokhandelsmedhjälpare, 1787 öppnade en bokhandel i Storkyrkobrinken. Företaget hade framgång, och Utters bokhandel var under många år en av de mest ansedda i Stockholm. Genom en skrivelse sökte Utter 1793 jämte fem andra bokhandlare få stadfäst ett bokhandlarreglemente, vilket dock avslogs av kanslikollegium. Utter hade genom sina förbindelser med Finland en talrik kundkrets där, bland annat Henrik Gabriel Porthan, som ofta nämnde Utter i sina brev.